# Эльцвайлер
Эльцвайлер (нем. Elzweiler) — община в Германии, в земле Рейнланд-Пфальц. 
Входит в состав района Кузель. Подчиняется управлению Альтенглан.  Население составляет 123 человека (на 31 декабря 2010 года). Занимает площадь 2,09 км².